# Marcova
La Marcova è un torrente tributario del fiume Sesia. Attraversa la parte meridionale della provincia di Provincia di Vercelli. Lambisce per un breve tratto la provincia di Pavia e va a gettarsi nella Sesia in comune di Frassineto Po (AL).

## Toponimo
La Marcova, come altri corsi d'acqua della zona risicola vercellese, nei vari territori attraversati prende nomi diversi.
In particolare dalle tavolette in scala 1:25.000 dell'IGM a monte di Tricerro risultano i nomi di roggia Acquanera (e est di Lucedio), roggia Lamporo e roggia Mussa (nei pressi di Tronzano); a valle il torrente prende invece il nome, oltre che di Marcova, anche di cavone Borlino (a sud di Caresana) e di torrente Lamporo (presso Motta de' Conti).
Molti di queste denominazioni stanno però andando in disuso e il nome Marcova viene oggi utilizzato dai più per designare tutta l'asta fluviale o, quantomeno, tutto il tratto a valle di Tronzano.

## Paleogeografia
Anticamente il corso della Marcova si estendeva decisamente più ad ovest dell'attuale. La porzione di monte del suo antico bacino idrografico fino all'Alto Medioevo era infatti percorsa da un fiume di nome Ampurius le cui sorgenti erano collocate nella zona dove attualmente sorge Maglione, nella fascia collinare asterna dell'Anfiteatro morenico di Ivrea.
Tale antico idronimo deriverebbe dalla base celtica ambe- (fiume).
Nel suo paleoalveo sono stati ritrovati, nel corso dei lavori per l'ampliamento dell'autostrada Torino-Milano e per la costruzione della TAV, reperti archeologici riconducibili all'epoca romana.
Sul letto di tale antico corso d'acqua, in un contesto profondamente modificato dai cambiamenti climatici e soprattutto dai prelievi irrigui e dalle operazioni di bonifica agraria, scorre ora il Lamporasso (o Roggia Lamporo), il canale che attraversa il centro comunale di Lamporo.

## Corso del torrente
Nasce ad est di Livorno Ferraris e, passato nei pressi dell'Abbazia di Lucedio e a nord del Bosco della Partecipanza, riceve in sinistra idrografica la Roggia Lamporasso.
Segna poi per un tratto il confine comunale di Ronsecco prima con Trino e poi con Tricerro, del quale lambisce a nord il centro comunale. A Settime (134 m, comune di Desana) riceve ancora in sinistra idrografica il contributo idrico del Rio Gardina prendendo, a valle del ponte Gardina della ex-SS 455, il nome di torrente Marcova. Sempre dirigendosi verso sud-est serpeggia tra le risaie passando appena a sud di Costanzana, dove viene scavalcato dalla SP24.
Lambisce poi Rive e dopo i ponti dell'ex SS 31 e dell'autostrada A26 passa a Caresana, quindi volge decisamente verso sud transitando presso Motta de' Conti e segnando per un breve tratto il confine Piemonte-Lombardia (in questa zona il comune di Langosco si estende in destra idrografica della Sesia). Entrato in provincia di Alessandria nei pressi della Grangia di Gazzo (Casale Monferrato) la Marcova sfocia infine nella Sesia vicino alla cascina Giarone (Frassineto Po) appena a monte della confluenza della Roggia Stura, a circa 100 m di quota.
Lungo il suo corso la Marcova è interrotta da almeno quattro chiuse, gestite dal consorzio Ovest-Sesia, nei punti nei quali sono presenti derivazioni del torrente a scopo irriguo. Le sue sponde sono per la maggior parte non arginate; esse sono colonizzate da vegetazione ripariale sia erbacea che arboreo/arbustiva e presentano quindi un buon grado di naturalità. La fascia lasciata libera dall'agricoltura intensiva è però abbastanza esigua perché le risaie si spingono a breve distanza dal corso d'acqua.

## Affluenti principali

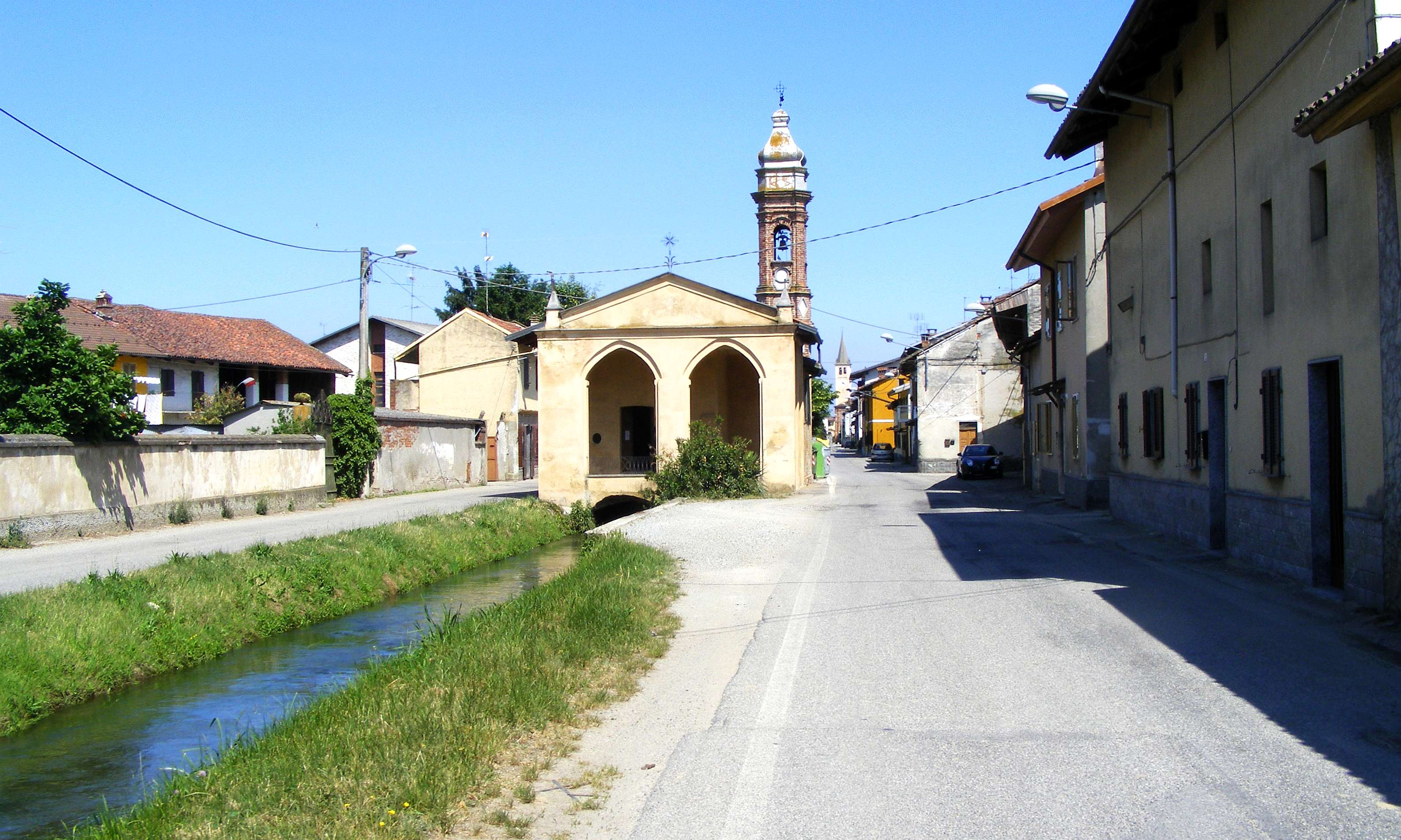
La roggia Lamporo che attraversa l'omonimo comune

- Lamporasso (o roggia Lamporo): si forma al Ponte della Bocchetta, al confine tra Lamporo, Saluggia e Crescentino, dove raccoglie le acque della roggia della Camera. Attraversa quindi il centro di Lamporo e, dirigendosi verso nord-est, raggiunge Colombara (Livorno Ferraris). Aggira quindi l'area industriale dove sorge la Centrale termoelettrica Galileo Ferraris e va a confluire nell'asta principale della Marcova non lontano dall'Abbazia di Lucedio.[6]
- Rio (o roggia) Gardina: nasce da vari fontanili situati tra Bianzè, Tronzano e Livorno Ferraris. Questi alimentano un corso d'acqua che, dopo essere passato tra le cascine Gardina e Gardinassa, dirigendosi verso sud-est raggiunge il centro comunale di Ronsecco e a Settime confluisce nella Roggia Mussa (o Lamporo) dando origine alla Marcova.[2]
- Rio Sanguinolento: nasce dalle alture orientali del Bosco della Partecipanza e dirigendosi verso est con percorso serpeggiante passa fra Trino e Tricerro raggiungendo la Marcova presso Costanzana.[2]
- Colatore Marcova: raccoglie le acque di risulta di una vasta area risicola segnando il confine tra i territori di Stroppiana e Caresana (a nord) e Villanova Monferrato (a sud) e confluisce nella Marcova presso Motta de' Conti.[6]

## Utilizzi
Sia la Marcova che i suoi affluenti subiscono vari prelievi idrici a scopo irriguo. Tra questi particolare importanza rivestono quelli del consorzio Ovest-Sesia; una'opera di derivazione che prelevava acque dalla Marcova per convogliarla più a nord nel Roggia Bona è stata attiva nel Novecento ed in seguito dismessa.
Il torrente svolge anche un'importante funzione di drenaggio comportandosi come un colatore naturale che raccoglie le acque di risulta dell'irrigazione delle risaie poste a monte rispetto del proprio alveo convogliandole poi nella Sesia.

## Esondazioni

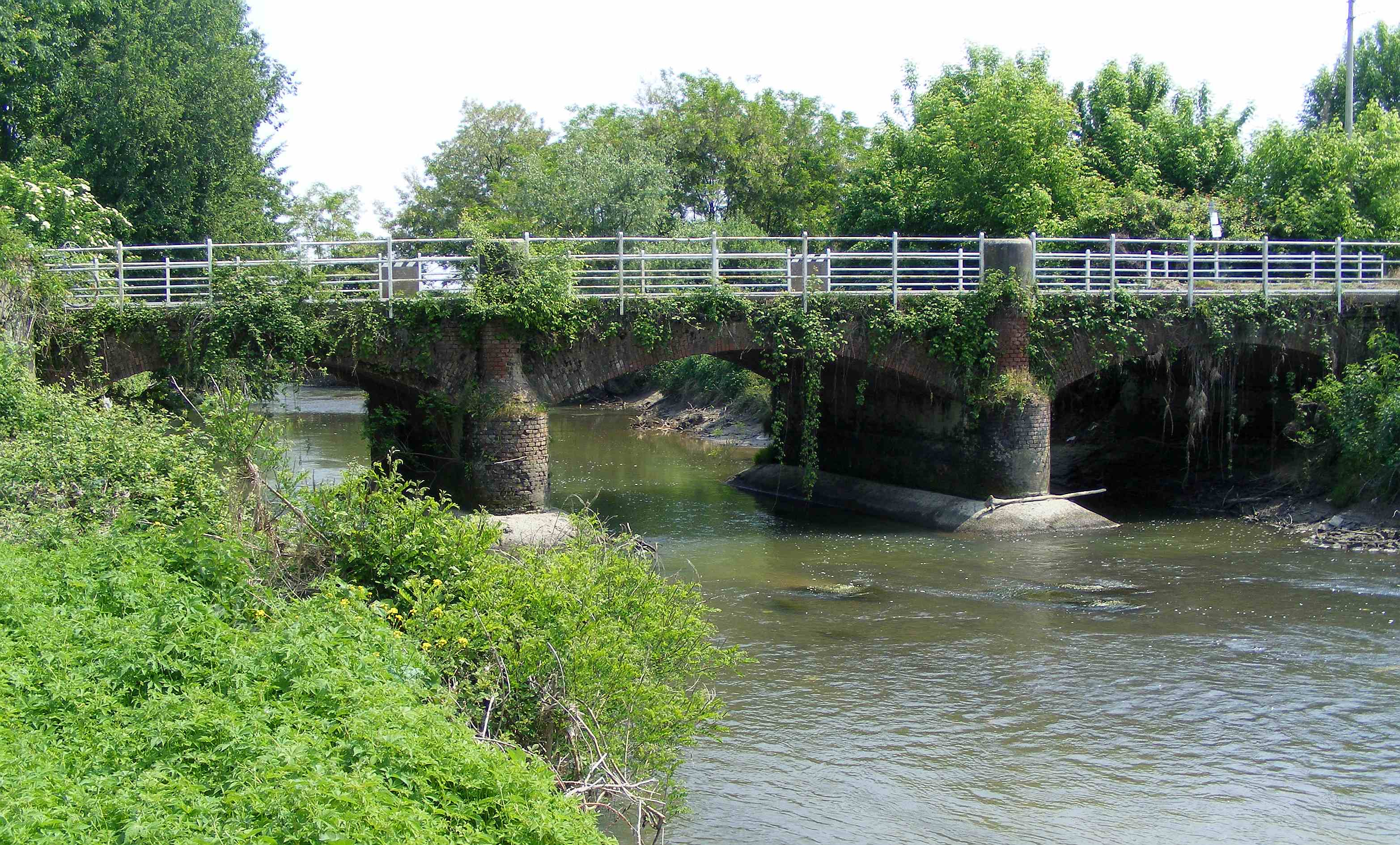
Il ponte della SP 24

Nonostante la portata limitata, almeno rispetto ai fiumi circostanti, in alcune occasioni l'esondazione delle acque della Marcova ha danneggiato centri abitati e coltivazioni. Ad esempio durante l'evento alluvionale del 13-16 ottobre 2000 diffusi allagamenti attorno a buona parte dell'asta fluviale hanno raggiunto un'altezza di 1,5 metri nei pressi di Pertengo causando danni lievi a vari edifici in comune di Casale Monferrato, nei pressi della confluenza con la Sesia.
Anche nel dicembre 2008 il torrente ha destato preoccupazioni tanto che, a causa delle forti piogge, fu necessario chiudere preventivamente il ponte tra Saletta e Costanzana sulla SP24.

## Stato ambientale
Il principale fattore di pressione antropica sul corso d'acqua, che non attraversa centri abitati di grandi dimensioni o aree industriali, è dato dall'agricoltura intensiva praticata in zona (e in particolare dalla risicoltura).
Il monitoraggio dello stato ambientale (indice SACA) dava per la stazione di Motta de' Conti un valore di "Sufficiente" tra il 2000 e il 2005 e di "Buono" nel 2006.

## Pesca
Secondo gli appassionati nella Marcova sarebbero presenti cavedani, triotti, scardole e, più raramente, persici reali; pescando a fondo nelle buche più grosse del corso d'acqua è anche possibile catturare carpe e tinche.
Sono inoltre documentate catture di lucci anche di notevoli dimensioni. Nel torrente è possibile pescare con la licenza di pesca ordinaria e la tessera F.I.P.S.A.S..